# Michał Wołosewicz
Michał Wołosewicz (ur. 8 września 1925 w Starych Rakliszkach, Puszcza Rudnicka, zm. 10 stycznia 2004) – poeta polski, po wojnie mieszkający na obecnej Białorusi.
Dzieciństwo i lata młodzieńcze spędził w Wilnie. Po II wojnie światowej przeniósł się na Białoruś, do Bieniakoń. W 1952 powrócił na kilka lat do rodzinnych Starych Rakliszek, ostatecznie jednak zamieszkał w Bieniakoniach. Pracował przy parafiach, jako zakrystian i organista.
Był zafascynowany historią Polski. W 1971 we wsi Wawiórka odnalazł i opiekował się grobem majora Jana Piwnika „Ponurego”, dowódcy AK-owskiego. Nazywano go strażnikiem grobu majora.
Swoje wiersze poświęcał przede wszystkim stronom rodzinnym i związkom z nimi Adama Mickiewicza. Był przewodnikiem po miejscach spotkań Mickiewicza z Marylą Wereszczakówną.
Zmarł 10 stycznia 2004 w szpitalu w Werenowie na obecnej Białorusi.